# Dolcenera (brano musicale)
Dolcenera è un brano musicale di Fabrizio De André tratto dal tredicesimo e ultimo album in studio Anime salve.
Venne pubblicato in un singolo promozionale fuori commercio.

## Storia
Secondo quanto raccontato dallo stesso Fabrizio De André durante un concerto a Treviglio, il 24 marzo 1997, il brano racconta due storie parallele: da una parte la tragedia dell'alluvione di Genova del 7 ottobre 1970, dall'altra la solitudine di un uomo perdutamente innamorato, ma non corrisposto, di una donna già sposata, la moglie di Anselmo. Nella sua follia, l'uomo è talmente immerso nel sogno di incontrare la donna da perdere completamente il contatto con il mondo, senza rendersi conto della sua assenza e immaginando di fare l'amore con lei, mentre nella realtà la donna drammaticamente soccombe, travolta dalla furia dell'alluvione.

De André affermò: 
Quarta traccia dell'album Anime salve, la canzone ha una musica profonda, un testo ricco di rime e di assonanze ed un ritmo ondeggiante e sinuoso, e presenta un caratteristico tema portante suonato alla fisarmonica da Gianni Coscia. Tale parte del brano è stata utilizzata dal 2011 al 2013 come sigla del programma di Rai 3 Che tempo che fa, condotto da Fabio Fazio.
Il testo è in italiano con alcuni spezzoni in genovese; questi ultimi sono cantati dalla moglie e dalla figlia di Fabrizio De André, Dori Ghezzi e Luvi De André. Una versione dal vivo è contenuta nell'album video Fabrizio De André in concerto del 1999, registrato al Teatro Brancaccio di Roma nel febbraio del 1998; in tale occasione il tema del ritornello è stato eseguito alla fisarmonica da Mark Harris.

## Curiosità
- La cantautrice italiana Dolcenera, al secolo Emanuela Trane, ha dichiarato di aver scelto il suo pseudonimo proprio su ispirazione del brano di De André, e in generale dopo aver ascoltato il disco Anime salve.[5]
- Il rapper ligure Izi, sempre dichiaratosi estimatore di De André,[6] in occasione del concerto del Primo Maggio del 2019, si è esibito a Roma in una cover del brano.[7] La cover è stata poi incisa all'interno dell'album Aletheia.